# Jitzchak Nawon
Jitzchak Nawon (hebräisch יִצְחָק נָבוֹן Jizchaq Navōn, meist translit. als Navon; * 9. April 1921 in Jerusalem; † 6. November 2015 ebenda) war ein israelischer Politiker und von 1978 bis 1983 der fünfte Staatspräsident Israels.

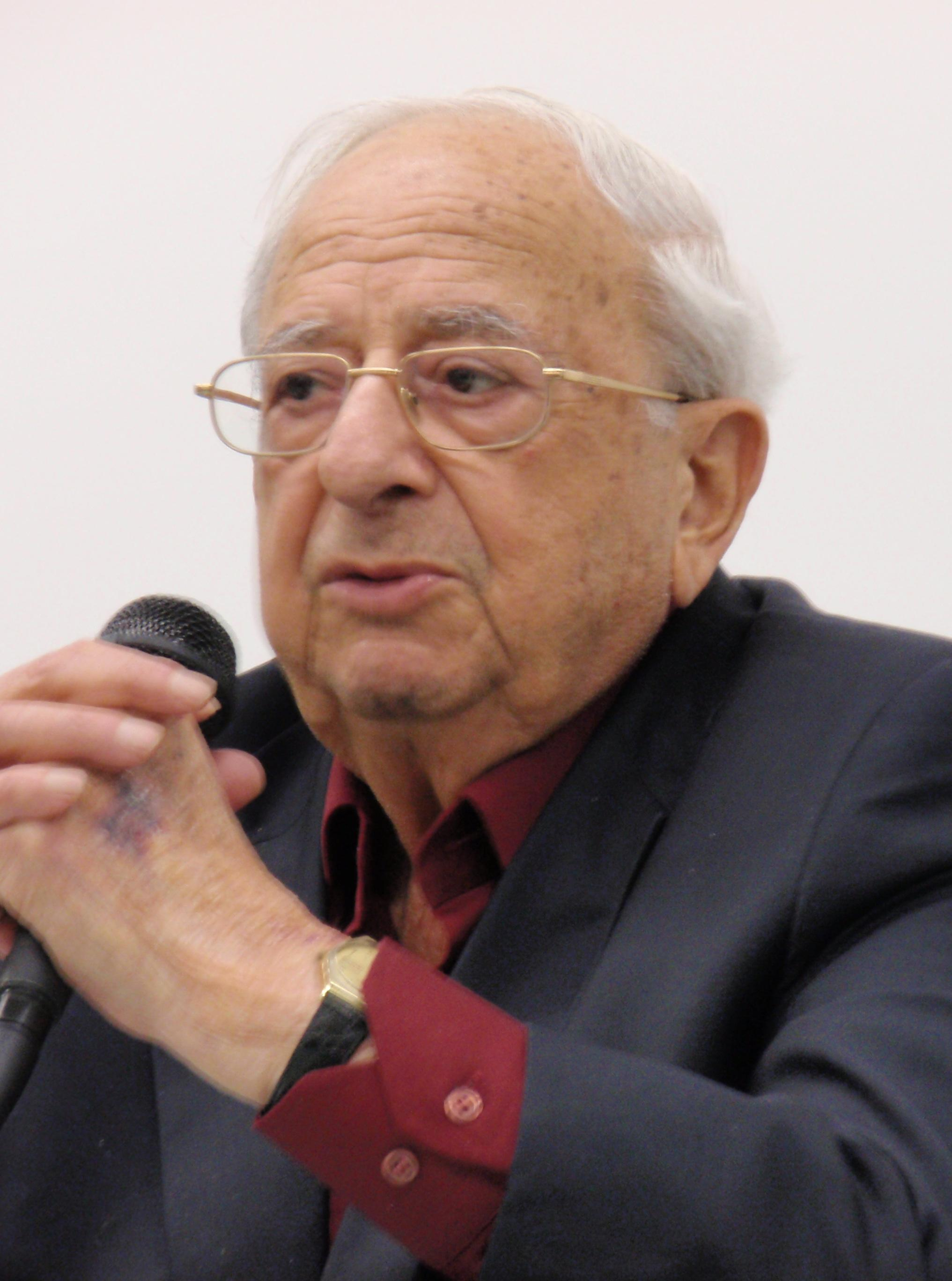
Jitzchak Nawon (2010)

## Leben
Jitzchak Nawon wurde 1921 als Sohn einer sephardischen Familie geboren. Seine Vorfahren väterlicherseits waren spanische Juden, die sich nach der Vertreibung der Juden aus Spanien in der Türkei niedergelassen hatten. Sein Vater wanderte 1870 nach Palästina ein. Die Vorfahren mütterlicherseits stammten von dem marokkanischen Kabbalisten Chajim ben Mose Attar ab. Seine in Marokko geborene Mutter kam 1884 nach Jerusalem.
Nawon studierte Hebräische Literatur, Arabisch und Islamwissenschaft an der Hebräischen Universität in Jerusalem. Anschließend arbeitete Nawon als Lehrer. Von 1946 bis 1948 diente er in der Arabischen Abteilung des Nachrichtendienstes der Hagana. Nach der Gründung Israels im Jahre 1948 war er als Diplomat an den Botschaften in Uruguay und Argentinien tätig.
1950 kehrte er nach Israel zurück. Er arbeitete als Sekretär für Mosche Scharett, den ersten israelischen Außenminister. 1951 schloss er sich der Mapai (israelische Arbeiterpartei) an und wurde im selben Jahr politischer Sekretär des Premierministers David Ben Gurion. Von 1952 bis 1953 und von 1955 bis 1963 war er Ben Gurions Kabinettschef, Dieses Amt übte er auch aus, als Mosche Scharett zwischenzeitlich, von 1953 bis 1955, Premierminister war. Mit Ben Gurion trat er von der Mapai zur Rafi über. 1963 wurde er Direktor im Bildungsministerium und leitete eine erfolgreiche Kampagne zur Alphabetisierung. 1965 wurde Nawon für die Rafi in die Knesset gewählt und im selben Jahr zu deren stellvertretenden Sprecher.
1978 wurde Nawon zum fünften Staatspräsidenten seines Landes gewählt. Im November 1980 war er fünf Tage lang als erster israelischer Staatspräsident in Ägypten zu Gast. Obwohl das Amt des Staatspräsidenten hauptsächlich repräsentativer Natur ist, sprach er sich nach dem Massaker von Sabra und Schatila 1982 durch libanesische Falangisten für die Ernennung einer richterlichen Untersuchungskommission aus. Nach Ablauf seiner Amtszeit entschloss er sich, nicht noch einmal als Präsident zu kandidieren, sondern in die Politik zurückzukehren. Von 1984 bis 1988 war er stellvertretender Ministerpräsident und 1984 bis 1990 Minister für Erziehung und Kultur.
Neben seiner politischen Arbeit und verstärkt seit 1992, als er aus der Knesset ausschied, widmete sich Nawon dem Erhalt der Sprache Ladino und der Förderung der sephardischen Kultur. Er schrieb das Musikschauspiel Romancero Sephardi (1968 uraufgeführt) und das Schauspiel Bustan Sepharadi („Spanischer Garten“, 1969), das 1979 mit dem renommierten Kinor-David-Preis ausgezeichnet wurde. In Israel wurde Bustan Sepharadi mehr als 2000 Mal aufgeführt. Außerdem schrieb er legendarische Erzählungen in sephardischer Tradition und Kurzgeschichten.
Mit seiner ersten Frau, Ofira, hatte Jitzchak Nawon zwei Kinder. Seine Frau starb 1993. 2008 heiratete er Miri Schafir.

## Schriften
In deutscher Übersetzung:
- Die sechs Tage und die sieben Tore. Seewald, Stuttgart-Degerloch 1981, ISBN 3-512-00608-6.